# Flora Drummond
Pour les articles homonymes, voir Drummond.
Flora McKinnon Drummond (1878-1949), est une suffragette britannique. Surnommée « la générale » pour son habitude de diriger des marches pour les droits des femmes portant un uniforme de style militaire « avec une casquette d'officier et des épaulettes » et montant un grand cheval, Drummond est l'une des organisatrices de la Women's Social and Political Union (WSPU) et elle est emprisonnée neuf fois pour son militantisme dans le mouvement pour le droit de vote des femmes au Royaume-Uni. La principale activité politique de Drummond est l'organisation et la direction de rassemblements, de marches et de manifestations. Elle est une oratrice accomplie et inspirante, et a la réputation de pouvoir se débarrasser facilement des chahuteurs. 

## Biographie

### Jeunesse et formation
Flora McKinnon Gibson est née le 4 août 1878 à Manchester, fille de Sarah (née Cook) et Francis Gibson,. Son père est tailleur et tandis que Flora est encore une enfant, la famille s'installe à Pirnmill, sur l'île d'Arran, où sa mère a ses racines. Flora quitte le lycée à l'âge de quatorze ans, et suit une formation commerciale dans une école de la fonction publique de Glasgow, où elle réussit l'examen pour devenir postière, mais en raison de sa taille de 1,55 m (5 pieds 1 pouce), elle se voit refuser un poste car elle ne satisfaisait pas à la taille minimale fixée à 1,57 m (5 pieds 2 pouces). 
Elle obtient une certification professionnelle de la The Royal Society for the Encouragement of Arts, Manufactures and Commerce en sténographie et en dactylographie. Après son mariage avec Joseph Drummond, elle retourne dans sa ville natale et, milite, avec son mari, dans la Fabian Society et le Parti travailliste indépendant. Drummond est devenue la principale source de revenus du foyer lorsque son mari perd son emploi, en étant contremaître à la Oliver Typewriter Company.  

### Militantisme politique

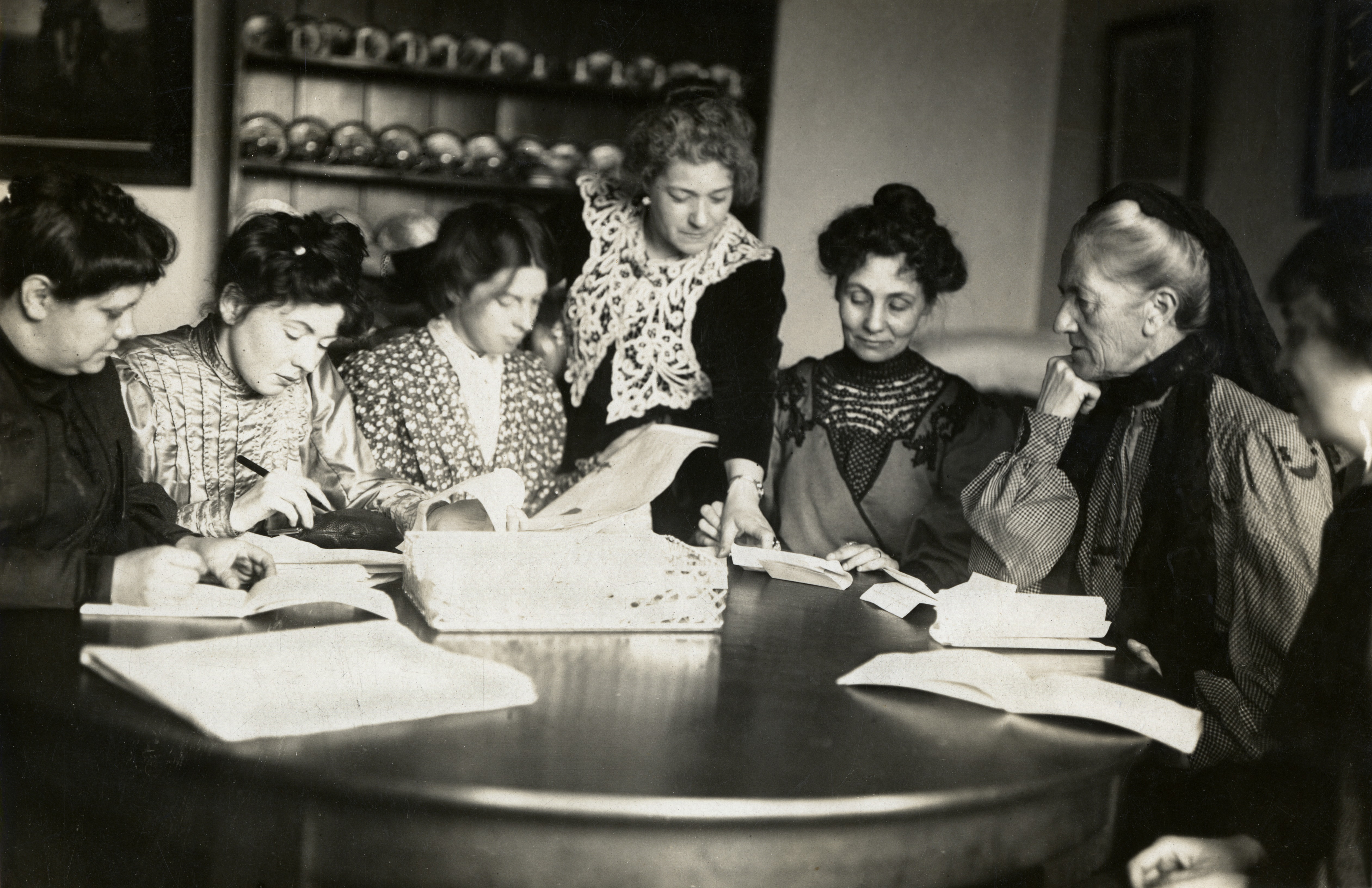
Flora Drummond avec Christabel Pankhurst, Annie Kenney, (inconnue), Emmeline Pankhurst, Charlotte Despard et (inconnue), 1906–1907.

Flora Drummond rejoint la WSPU en 1906. À la suite d'une réunion électorale du Parti libéral au Free Trade Hall de Manchester, Christabel Pankhurst et Annie Kenney sont emprisonnées pour avoir fait pression sur le candidat, Winston Churchill, pour qu'il réponde à la question « Si vous êtes élu, ferez-vous de votre mieux pour faire du suffrage féminin une mesure gouvernementale ? ». Lorsque les deux femmes sont libérées, la WSPU organise un rassemblement festif à Manchester auquel Flora, qui a été témoin de leur arrestation, participe et elle décide de rejoindre le mouvement. Peu de temps après, Flora s'installe à Londres et, à la fin de 1906, elle purge sa première peine à la prison de Holloway après avoir été arrêtée à la Chambre des communes. Flora est connue pour ses cascades audacieuses et accrocheuses, notamment en 1906 en se glissant à l'intérieur de la porte ouverte du 10 Downing Street pendant que sa partenaire Irene Miller est arrêtée pour avoir frappé à la porte. En 1908, Drummond et Helen Millar Craggs font de nouveau campagne avec succès contre Churchill. Cette année-là, Flora devient également une organisatrice salariée au siège de la WSPU et elle loue un bateau pour pouvoir s'approcher du palais de Westminster depuis la Tamise pour haranguer les députés assis sur la terrasse au bord de la rivière.  

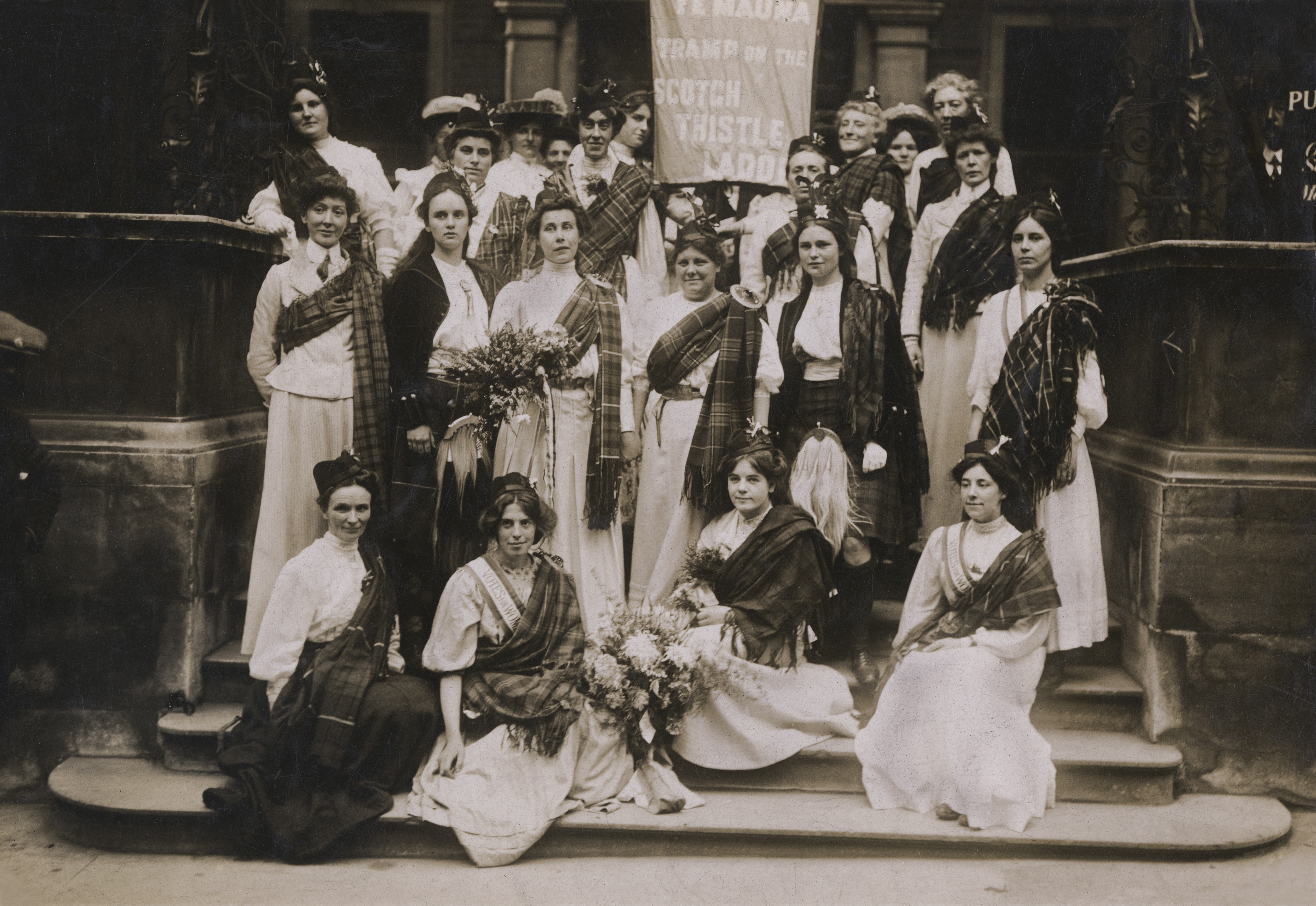
Flora Drummond au centre avec des suffragettes en écharpe tartan : "Ye Mauna Tramp on the Scotch Thistle Laddie".

Lorsque Mary Phillips, qui a travaillé pour la WSPU de Glasgow, est libérée de prison après avoir purgé une peine de trois mois, elle est accueillie par Flora Drummond, avec des cornemuses et d'autres suffragettes qui ont posé en tartan pour une photo sous le slogan « Ye Mauna Tramp on the Scotch Thistle Laddie ». Les suffragettes écossaises présentes ont comparé leur lutte à la campagne du chevalier écossais William Wallace, connu pour sa résistance durant les guerres d'indépendance. Drummond accueille également Catherine Corbett et d'autres personnes qui avaient été emprisonnées à Dundee après une émeute lors de la venue de Winston Churchill dans cette ville.  
Flora Drummond est une organisatrice clé du rassemblement de Trafalgar Square en octobre 1908 qui lui vaut une peine de trois mois à Holloway, avec Christabel et Emmeline Pankhurst pour « incitation à attaquer la Chambre des communes ». Les trois femmes peuvent choisir entre une année de probation et l'emprisonnement, mais elles optent pour Holloway. Flora est au premier trimestre de sa grossesse lorsqu'elle est emprisonnée et après s'être évanouie et avoir été emmenée à l'infirmerie, elle est libérée rapidement pour des raisons de santé. Au moment où Drummond sort de la prison, Emmeline Pankhurst enfreint la règle qui interdit aux suffragettes de se parler et s'exclame : « Je suis contente parce que vous allez maintenant pouvoir continuer le travail ».  
Drummond reçoit une Hunger Strike Medal de la WSPU, « pour sa vaillance », après neuf emprisonnements et plusieurs grèves de la faim.  

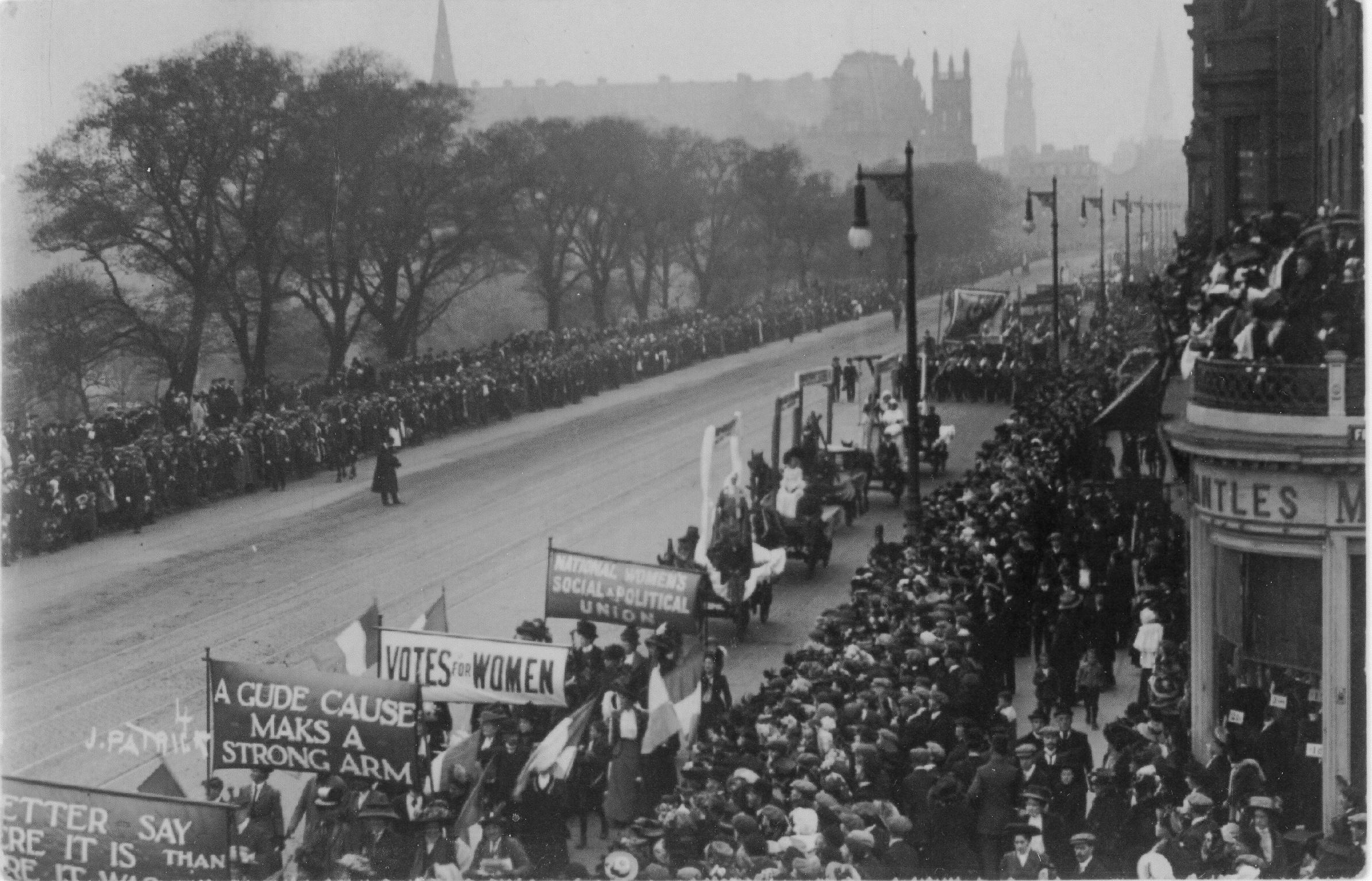
Photo du défilé de la WSPU à Edimbourg le 9 octobre 1909.

En octobre 1909, Drummond est l'organisatrice de la première procession militante à Édimbourg en réponse à un commentaire critique de la direction de la WSPU dans leur journal Votes for Women qui disait : « Belle, hautaine, digne, la sévère Édimbourg, avec votre peuple prudent et indéfectible, vous ne vous êtes pas encore réveillé pour participer à nos méthodes militantes ». Le thème de la marche est « have done and can do and will do (litt. ont fait et peuvent faire et feront) » et met en vedette des femmes portant des banderoles et jouant de la cornemuse habillées soit dans leurs vêtements de travail, soit habillées comme des figures historiques écossaises. Des dizaines de milliers de personnes se rendent dans les rues d'Édimbourg pour assister au défilé et l'événement est considéré par le Edinburgh Evening Dispatch comme un succès.  
En 1913, Drummond et Annie Kenney s'arrangent pour que les représentants de la WSPU s'entretiennent avec les principaux politiciens David Lloyd George et Sir Edward Grey. La réunion a lieu à condition que ce soient des femmes de la classe ouvrière représentant leur classe. Elles expliquent les terribles conditions de rémunération et de travail qu'elles subissent et leur espoir qu'un vote permettrait aux femmes de contester le statu quo de manière démocratique. Alice Hawkins (en) de Leicester explique comment ses collègues masculins peuvent choisir un homme pour les représenter alors que les femmes ne sont pas représentées.  
Drummond est la responsable des « scouts cyclistes de la WSPU » (WSPU Cycling Scouts), unité de l'organisation créée en 1906, qui sillonne le pays depuis la capitale pour diffuser les revendications suffragistes.  
En mai 1914, Drummond et Norah Dacre Fox (plus tard connue sous le nom de Norah Elam) assiègent les maisons de Lord Carson et Lord Lansdowne, tous deux d'éminents députés unionistes d'Ulster qui ont incité directement le militantisme d'Ulster contre le Home Rule Bill, alors soumis au Parlement. Drummond et Dacre Fox sont toutes les deux sommées de comparaître devant des magistrats pour avoir « proféré des discours incitatifs » et encouragé les femmes à militer. Leur réponse aux journalistes qui les interviewent est qu'elles pensent qu'elles devraient se réfugier auprès de Lord Carson et Lord Lansdowne qui ont également fait des discours incitatifs et encouragé le militantisme en Irlande, mais qui semblent à l'abri de toute ingérence des autorités pour le faire. Plus tard le même jour, les deux femmes comparaissent devant un magistrat, elles sont condamnées à des peines de prison et emmenées à Holloway où elles commencent immédiatement des grèves de la faim et de la soif et endurent une période d'alimentation forcée.

### Retraite de l'action directe
Les peines de prison de Drummond, dont plusieurs grèves de la faim, ont un impact sur sa santé et, en 1914, elle passe un quelque temps sur Arran pour se rétablir. Elle revient à Londres au début de la Première Guerre mondiale, et concentre ses efforts sur la prise de parole en public et l'administration plutôt qu'une action directe évitant ainsi de nouvelles arrestations. Elle reste une personnalité importante au sein du mouvement et en 1928, elle était porte-drapeau aux funérailles d'Emmeline Pankhurst. 
Son orientation politique s'éloigne du socialisme ouvrier de sa jeunesse, alors qu'elle voyage à travers le pays pour persuader les travailleurs de ne pas faire grève et, en 1926, Drummond dirige de nouveau un défilé, la Grande Marche pour la prospérité contre les troubles qui ont précédé la grève générale. Dans les années 1920, Drummond forme la Guilde des femmes de l'Empire (Women's Guild of Empire), une ligue de droite opposée au communisme et au fascisme. Son ancienne partenaire militante Norah Elam, qui est devenue une membre éminente de la British Union of Fascists de Mosley, écrit une attaque cinglante contre la Guilde, l'appelant un cirque antifasciste et décrivant son ancienne amie comme un « volcan éteint ».  
Flora et Joseph Drummond divorcent en 1922 et plus tard cette année-là, elle épouse un cousin, Alan Simpson. Alan est tué lors d'un raid aérien en 1944 ; Flora retourne à Arran, se voit refuser la permission de construire un chalet et vit donc dans un hangar de fortune en toiture en tôle ondulée, jusqu'à ce que ses voisins l'accueillent lorsqu'elle tombe malade. Elle meurt le 17 janvier 1949 des suites d'un AVC à l'âge de 70 ans.

## Hommage et postérité

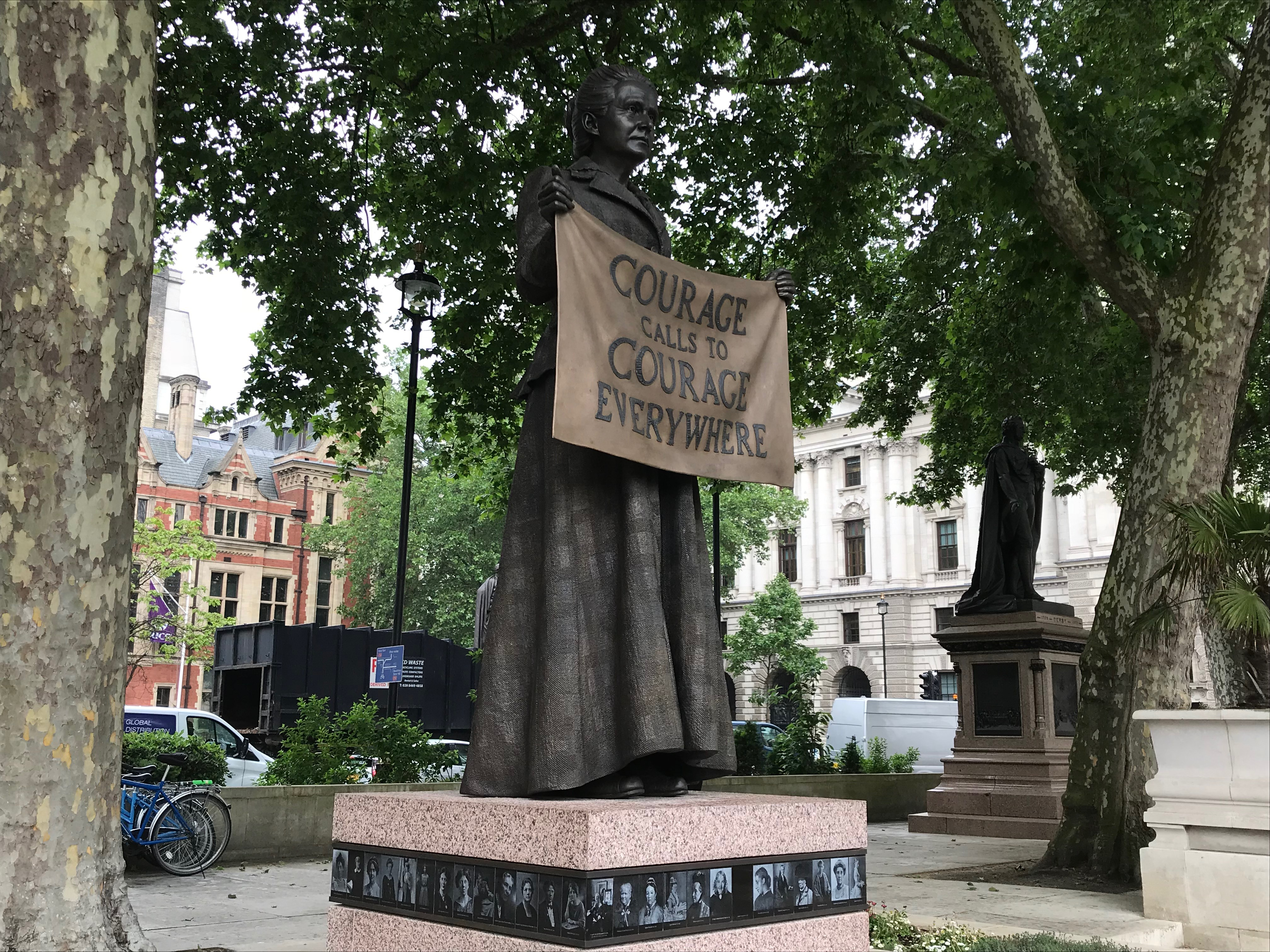
La statue de Millicent Fawcett et son socle.

Son nom et sa photo (et ceux de 58 autres partisans du suffrage féminin) figurent sur le socle de la statue de Millicent Fawcett (en) à Parliament Square, Londres, dévoilée en 2018,,. Et en 2001, une pierre tombale est placée pour la « Suffragette générale » sur sa tombe à Kintyre. 